# 水口細工
水口細工（みなくちざいく）は、現在の滋賀県甲賀市で作られていた細工物の総称。干瓢（かんぴょう）とともに、東海道の水口宿の名物として知られた。

## 由緒と伝来
一説には藤原秀郷の末裔の伊予守頼綱の死後、その家族が京都から水口に移住し、山野に自生する葛藤（つづらふじ）を編んで細工物を作ったことが始まりという。江戸時代の水口は、加藤家の城下町であり、また東海道の宿場町（水口宿）であったため、藩の御用を受け、様々な献上品として、また旅人の土産として流通した。正保年間（1644年-1648年）成立の「毛吹草」巻第四に水口の名産として記載されている。
なお、1973年の伊勢神宮第60回式年遷宮まで奉納をしており、皇室にも幕末以降に度々献上していた。

## 生産量の推移

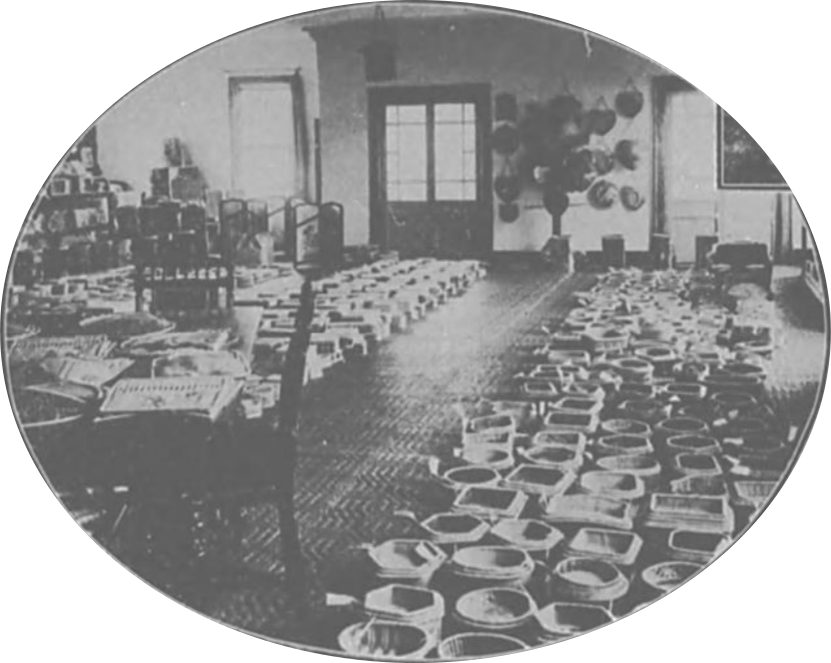
盛進合資会社（1910年頃）

1842年（天保13年）には水口宿内に5軒の藤細工屋があり、1843年の製造数は40,000個、売上高は500両。
明治維新後は需要が減少していたが、1872年（明治5年）に初めて日本国外への輸出も始まり、翌年のウィーン万博での有巧賞牌の獲得を期に復興を果たし、1880年（明治13年）の滋賀県物産誌によると、水口村の藤細工の製造家は108軒、製造数は99,500個、売上高3528円40銭と江戸時代よりも生産量を大きく伸ばした。1892年（明治25年）に海外輸出のため、西村藤七らが地元業者を組織化して盛進合資会社を設立し、アメリカなどへ海外輸出する等、順調に生産量を伸ばした。明治時代末から大正時代にはは従来の藤細工（ふじざいく）だけでなく、新たに経木細工（きょうぎざいく）や檜細工（ひのきざいく）なども作り、これを主力として最盛期を迎える。
太平洋戦争後も海外輸出を続けていたが、昭和40年代になるとビニール・プラスチック製品の普及により需要が伸び悩む中、職人が安定収入を求めて機械や電気の部品工場に転職したため、クズ・フジを素材とした細工技術が途絶えてしまった。

## 技術の復興と育成
古来より、伊勢神宮の式年遷宮に神宝として献上されていたことから、水口での伝承が途絶えた後、川越市の神立三之助が竹藤細工の技術を応用して水口細工を再現し、1993年（平成5年）の式年遷宮にも献上した。2000年（平成12年）に、水口在住の有志により水口細工復興研究会が設立され、先人の作品の調査、関係者への聞き取り調査、竹藤細工技術者との情報交換などを通じて、水口細工の復興に取り組み、藤細工は先人の作品をしのぶほどになった。

## 現存品と展示
- 甲賀市水口歴史民俗資料館

館蔵品の水口細工を常設展示。
- 甲賀市水口中央公民館

水口細工復興研究会の試作品の展示発表会を開催（不定期）。水口細工復興研究会による講座も開催（月2回）。
- 神宮徴古館

式年遷宮に献上された水口細工（神宝）を収蔵。
- 正倉院

水口細工を収蔵。